# Делсен, Кун
Ку́нрад (Кун) Де́лсен (нидерл. Coenraad "Coen" Delsen; 5 октября 1900, Амстердам — 1997) — нидерландский футболист, игравший на позициях левого защитника и полузащитника, выступал за команды «Аякс», «’т Гой» и «Блау-Вит». После игровой карьеры стал тренером, работал с различными командами, в том числе с НЕК, ПСВ и ДВВ, с которым дошёл до финала Кубка Нидерландов в 1948 году.
Младший брат футболиста Хейна Делсена, игравшего за «Аякс» и сборную Нидерландов.

## Игровая карьера
С 1917 года был членом футбольного клуба НОС, который играл в чемпионате Амстердамского футбольного союз. В сезоне 1917/18 был заявлен за второй состав, а в марте 1920 года был переведён в первую команду. В октябре 1921 года перешёл в клуб «Аякс». На тот момент он проживал в западной части Амстердама по адресу Кинкерстрат 70. Инициаторами его приглашения в клуб был Хенк Хордейк и старший брат Хейн Делсен, выступавший в команде с 1918 года.
За резервные команды «Аякса» начал играть с сезона 1922/23 — первоначально был заявлен за четвёртый состав, а вскоре сыграл за «Аякс 3» на позиции левого полусреднего нападающего. В декабре 1922 года был уже во второй команде. За основной состав дебютировал 1 апреля 1923 года в товарищеском матче против английского клуба «Лейтонстоун», выйдя на замену вместо травмированного Йопа Пелсера. Первую игру в чемпионате Нидерландов провёл 21 сентября 1924 года против ХВВ. В том матче Делсен младший появился на поле во втором тайме вместо Франса Каутона и сыграл в защите. В следующем туре он впервые появился в стартовом составе на гостевую встречу с клубом ВОК в Роттердаме. В дебютном сезоне сыграл 9 матчей в чемпионате, а также в двух кубковых встречах.
В сентябре 1925 года перешёл в клуб «’т Гой» из Хилверсюма. 20 сентября сыграл в матче с БВВ и по оценке местного издания показал себя опытным игроком. 27 сентября дебютировал в официальном матче — в первом туре чемпионата его команда в гостях проиграла ХВВ со счётом 7:3. С первых матчей чемпионата стал основным левым защитником. В четвёртом туре в матче со «Спартой» сыграл на позиции левого полузащитника, а его место в обороне занял Гилен. В первом сезоне принял участие в 15 из 18 матчах чемпионата, а «’т Гой» по итогам сезона занял шестое место в своей группе. В сезоне 1926/27 на его счету также было 15 матчей в чемпионате.
В августе 1927 года запросил перевод в «Блау-Вит» и уже в сентябре был заявлен за основной состав. В команде выступал на протяжении пяти сезонов. В марте 1941 года сыграл за команду ветеранов «Блау-Вита» против «Аякса».

## Тренерская карьера
Завершив игровую карьеру Кун вскоре стал тренером — в 1936 году он возглавил клуб НЕК из города Неймегена. В первой игре чемпионата его команда обыграла в гостях ПЕК из Зволле со счётом 1:3. Вторая часть сезона оказалась провальной для клуба, в основном из-за травм и потери ключевых игроков. НЕК финишировал на предпоследнем 9 месте и избежал вылета, а перед началом нового сезона Делсена заменил Бертюс Схустер.
В мае 1938 года был назначен тренером клуба «Гауда» из одноимённого города. Позже работал с местными командами ОНА, «Олимпия», ГСВ, а также с клубом «Схевенинген» из Гааги. В сезоне 1941/42 сразу три его команды (ОНА, «Олимпия» и «Схевенинген») боролись между собой за звание победителя в группе Б третьего класса чемпионата Нидерландов. В мае того же года получил диплом федерального тренера Футбольного союза Нидерландов.
В начале сезона 1942/43 был назначен главным тренером ПСВ из Эйндховена. В сезоне 1947/48 вывел амстердамский ДВВ в финал Кубка Нидерландов. Затем работал с «Блау-Витом», который он покинул в 1951 году, и СВВ из Схидама. В апреле 1953 года было объявлено, что Делсен станет тренером клуба ДХК из Делфта. В июле 1954 года вновь вернулся в НЕК, однако летом 1956 года уступил место главного тренера австрийскому специалисту Ферди Зильцу, чьим ассистентом в сезоне 1956/57 он и был. В 1957 году проработал пять месяцев в качестве главного тренера НЕК’а.
В 1963 году работал в клубе ЛОНГА из Тилбурга.

## Личная жизнь
Отец — Хендрик Делсен, был родом из Аудер-Амстела и работал каменщиком, мать — Йоханна Мария Кок, родилась в Амстердаме. Родители поженились в ноябре 1888 года в Ньивер-Амстеле, а 1899 году переехали жить в Амстердам. В их семье воспитывалось ещё семеро сыновей, включая Хендрика, Кун был пятым по старшинству. Как и отец, по профессии был каменщиком.
Женился в возрасте тридцати одного года — его супругой стала 23-летняя Митье де ла Би, уроженка Амстердама. Их брак был зарегистрирован 11 августа 1932 года в Амстердаме. В июле 1934 года родился сын Бернардюс. В сентябре 1938 года с семьёй переехал в Гауду, где в мае 1940 года родилась дочь по имени Хелена Гертрёйда. Позже проживал в Эйндховене и Неймегене.
Его племянник Рул Делсен был чемпионом Нидерландов по греко-римской борьбе.

## Статистика по сезонам
| Клуб   | Сезон   | Чемпионат Нидерландов | Чемпионат Нидерландов | Кубок Нидерландов | Кубок Нидерландов | Итого | Итого |
| Клуб   | Сезон   | Игры                  | Голы                  | Игры              | Голы              | Игры  | Голы  |
| ------ | ------- | --------------------- | --------------------- | ----------------- | ----------------- | ----- | ----- |
| Аякс   | 1924/25 | 9                     | 0                     | 2                 | 0                 | 11    | 0     |
| Аякс   | Итого   | 9                     | 0                     | 2                 | 0                 | 11    | 0     |
| ’т Гой | 1925/26 | 15                    | 0                     | 1                 | 0                 | 16    | 0     |
| ’т Гой | 1926/27 | 15                    | 0                     | 0                 | 0                 | 15    | 0     |
| ’т Гой | Итого   | 30                    | 0                     | 1                 | 0                 | 31    | 0     |